# 신사파타주의
신사파타주의(스페인어: Neozapatismo 네오사파티스모[*])는 멕시코의 반군집단 사파티스타 민족해방군이 주장하는 이념이다. 이 이념은 무정부주의, 마야 전통, 마르크스주의, 멕시코 혁명의 영웅 에밀리아노 사파타의 사상과 대변인으로 나서는 마르코스 부사령관 본인의 생각 등이 혼합된 것이다. 신사파타주의는 치아파스 분쟁 당시 치아파스의 소규모 영토를 다스리게 된 사파타주의자들 사이에서 발생한 것으로, 어떤 공식적인 주창자가 따로 없다. 그러나 대개 마르코스 부사령관과 에밀리아노 사파타의 영향이 가장 큰 것으로 생각된다. 신사파타주의 이념은 자유지상주의적 마르크스주의, 자유지상주의적 사회주의, 자치주의, 아나르코-생디칼리슴, 사회무정부주의, 집산무정부주의, 직접민주주의, 급진민주주의 등의 여러 요소가 발견된다.

## 같이 보기
- 아나르코공산주의
- 게바라주의
- 좌익
- 자유지상주의적 사회주의
- 마르크스주의
- 마야인
- 부사령관 마르코스
- 사파티스타 민족해방군